# بازاریابی سبز
بازاریابی سبز یا گرین مارکتینگ (به انگلیسی: Green Marketing) نوعی بازاریابی است که محصولات و خدمات بر اساس مزایای زیست‌محیطی آنها تبلیغ می‌شوند.
اصطلاح بازاریابی سبز برای اولین بار در اواخر دهه ۱۹۸۰ و اوایل دهه ۱۹۹۰ معرفی شد که صنایع شروع به ایجاد نگرانی نسبت به محیط زیست به منظور جذب مشتری کردند.
این بازاریابی می‌تواند برای شرکت مفید باشد و می‌تواند یک مزیت رقابتی نسبت به رقیبان فراهم کند؛ زیرا بیشتر و بیشتر افراد نگران محیط زیست می‌شوند.

## بازاریابی سبز و بازاریابی زیست‌محیطی
در اواخر دهه ۱۹۸۰ مفهوم مصرف کنندهٔ سبز (به انگلیسی: Green Consumer) آگاه و فعال محیط زیست در اروپای غربی و آمریکای شمالی ظهور کرد که دربرگیرنده گستره‌ای از راهنمایی‌ها در مورد بیشترین فروش به مصرف‌کنندگان سبز بود. محیط زیست در بازارهای گوناگون مانند باتری‌ها، نوشیدنی‌ها، اتومبیل، مواد شوینده، پاک کننده‌ها و غذا به یک عامل رقابتی تبدیل شد . مفاهیم بازاریابی سبز و بازاریابی زیست‌محیطی توسعه پیدا کردند و بر مصرف‌کنندگان سبزی متمرکز شدند که حاضر بودند مبلغ بیشتری برای کالاهای دوستدار محیط زیست بپردازند. ابزارهای جدید مانند ارزیابی چرخهٔ عمر این امکان را فراهم کرد که ملاحظات بوم شناختی در تصمیمات بازاریابی در نظر گرفته شوند.
براساس جامعهٔ سم‌شناسی و شیمی زیست‌محیطی:
ارزیابی چرخهٔ عمر فرایندی است که گنجایش محیط زیست را در رابطه با یک محصول، فرایند یا فعالیت ارزیابی می‌کند. این کار را از طریق شناسایی و اندازه‌گیری انرژی و مواد استفاده شده و نیز ضایعات وارد شده به محیط زیست انجام می‌دهند؛ تا با این کار اثر این انرژی و مواد مصرفی و ضایعات را ارزیابی کرده و فرصت‌ها را برای تأثیر گذاری بر توسعهٔ محیط زیست درجه‌بندی کنند. این ارزیابی شامل کل چرخهٔ عمر کالا، فرایند یا فعالیت، ترکیب مواد، استخراج و پردازش مواد خام؛ ساختن، حمل کردن و توزیع؛ استفاده کردن، استفادهٔ مجدد و نگهداری؛ بازیافت، و دور ریزی نهایی است.
براساس ارزیابی چرخهٔ عمر، مواد بسته‌بندی و محصولاتی که از لحاظ محیط زیستی توسعه یافته هستند؛ همان‌طوری که در چند داستان موفقیت‌آمیز بازاریابی آمده‌است، توسعه شرکت‌های پیشگام و رهبر ترویج داده شده‌اند.

## تعریف
انجمن بازاریابی آمریکا (به انگلیسی: American Marketing Association) در سال ۱۹۷۶ بازاریابی سبز را چنین تعریف می‌کند: مطالعه جنبه‌های مثبت و منفی بازاریابی روی آلودگی و کاهش منابع انرژی و سایر منابع.
در جدیدترین تعریف بازاریابی سبز از انجمن بازاریابی آمریکا چنین آمده‌است:
بازاریابی سبز به توسعه و بازاریابی محصولاتی گفته می‌شود که از نظر زیست‌محیطی ایمن هستند (یعنی طراحی‌شده برای به حداقل رساندن تأثیرات منفی بر محیط فیزیکی یا بهبود کیفیت آن).
این اصطلاح همچنین ممکن است برای توصیف تلاش برای تولید، تبلیغ، بسته‌بندی و بازاریابی محصولات به روشی حساس یا پاسخگو به نگرانی‌های زیست‌محیطی باشد.

### دیگر تعریف‌های بازاریابی سبز
پراید و فیرل (۱۹۹۵) بیان می‌کنند که بازاریابی سبز به توسعه و بهبود قیمت‌گذاری، ترفیع و توزیع محصولاتی گفته می‌شود که به محیط آسیب نمی‌رسانند. پیتی کن (۱۹۹۵) اظهار می‌کند که فرایند مدیریت یکپارچه‌ای که مسئول تعیین، پیش‌بینی و ارضای نیازهای مشتریان و جامعه به گونه‌ای سودآور و در عین حال پایدار می‌باشد. استیفن گروو (۱۹۹۶) نیز این‌گونه بیان می‌دارد که بازاریابی سبز تلاش‌های محیطی طراحی، ترفیع و توزیع محصولاتی را که به محیط زیست آسیب نمی‌رسانند را تشریح می‌کند.

## مفاهیم بازاریابی سبز

### بهره‌وری سبز
بهره‌وری سبز راهبردی به منظور تعیین دقیق وضعیت موجود، برآورد فاصله آن با وضعیت مطلوب و ارائه و اجرای پیشنهادهای کارآمد جهت بهبود این وضعیت می‌باشد. در این روند، اساس فعالیت بر شناسایی وضعیت و مشکلات در حوزه‌های مصرف آب، مصرف مواد اولیه و انرژی و همچنین دفع ضایعات به صورت کیفی و کمی می‌باشد. سپس واحد صنعتی با به حداقل رسانیدن میزان آلودگی و ضایعات به استفاده مؤثر و بهینه از منابع خود می‌پردازد. این فعالیت به صنایع کمک می‌کند تا عملکرد زیست‌محیطی خود را بهبود بخشیده و در عین حال، بهره‌وری خود را افزایش دهند.
دلایل سرمایه‌گذاری در بهره‌وری سبز به‌طور خلاصه عبارتند از:
- رویکرد بسیار مهم و اساسی است.
- واحدهای تولیدی را به سمت اصلاح فرایند محصول هدایت می‌کند.
- در مصرف مواد خام و انرژی صرفه‌جویی می‌شود.
- رقابت را از طریق کاربرد فناوری‌های جدید پیشرفته افزایش می‌دهد.
- محدودیت‌ها و ممنوعیت‌ها را کم می‌کند.
- خطرات ناشی از تصفیه داخل و خارج از واحد، ذخیره‌سازی و دفن مواد سمی را کاهش می‌دهد.
- سلامت و بهداشت را افزایش می‌دهد.
- منزلت اجتماعی و عمومی شرکت را افزایش می‌دهد.
- هزینه‌های گزاف راه‌حل‌های کنترل آلودگی در انتهای خط را کاهش می‌دهد.[۶]

### تولید سبز
برای تعریف مفهوم تولید سبز ابتدا باید خود تولید تعریف شود که مشتمل بر ورود مواد اولیه و تبدیل آن‌ها به کالای نهایی از طریق فعالیت‌های مونتاژ، ساخت و بسته‌بندی است. مدیریت موجودی کالا از موضوعات مهم در کل فرایند زنجیره تأمین می‌باشد که در اکثر تصمیم‌های آن هزینه‌های محیط زیست و هزینه‌های بالقوه اجتماعی لحاظ نمی‌شود. به عنوان مثال تکنیک مدیریت موجودی کالا درست به موقع (JIT) که در شرکت‌ها استفاده می‌شود از منظر زیست‌محیطی معایبی همچون: حمل و نقل اضافی، ایجاد فشار اضافی برای ترافیک جاده‌ها، آلودگی هوا و آلودگی صوتی برای محیط زیست دارد. در کوتاه‌مدت شرکت‌ها نیاز دارند که از حداکثر ظرفیت غیرفعال انبارها استفاده کنند. مسیرهایی را برای تردد ناوگان حمل و نقل خود استفاده کنند که دارای تراکم کمتری باشد، طراحی مجدد کامیون‌های حمل کالا، بهبود حمل و نقل تا از این طریق کارایی خود را بهبود بخشند. در بلندمدت شرکت‌ها باید به بازاریابی مجدد محل استقرار خود، سایر اعضای زنجیره تأمین، تکنولوژی و ساختار کانال توزیع بپردازند. تولید سبز عواملی همچون: تولید پاک، طراحی محصول با در نظر گرفتن محیط زیست، تولید مجدد و تولید ناب را دربر می‌گیرد. یکی از عوامل کلیدی بهره‌وری دو برابری شرکت‌های ژاپنی نسبت به شرکت‌های غربی تولید ناب است زیرا شیوه تولید، زمان رهبری، هزینه مواد و نیروی کار را کاهش داده و به‌طور همزمان، میزان تولید و کیفیت را بهبود می‌بخشد و منجر به بهبود رقابت‌پذیری می‌شود. برخی از متغیرهای تولید سبز مورد ارزیابی قرار گرفته‌اند که عبارتند از:
- به‌کارگیری مواد خام سازگار با محیط زیست
- حذف مواد خامی که ممکن است اثر زیان‌بار بر محیط زیست داشته باشند
- دقت در زمینه معیارهای سازگار با محیط زیست
- دقت در طراحی به نحوی که سازگار با محیط زیست باشد
- بهینه‌سازی فرایندها در زمینه کاهش پسماندها
- به‌کارگیری تکنولوژی‌های پاک، به طوری که منجر به صرفه‌جویی در مصرف انرژی و آب و کاهش آلاینده‌ها شود
- بازیافت مواد اولیه در مرحله تولید[۶]

### مدیریت سبز
مدیریت سبز مجموعه‌ای از مطالعات و اقدامات جامع، هدفمند و پایداری است که در سطوح مختلف دستگاه‌های دولتی صورت می‌گیرد تا وضعیت موجود سازمان را در جهت نیل به وضعیت دولت سبز ارتقاء و تداوم بخشد.
این سیستم در مورد هر سازمانی که مایل به اعمال زیر باشد، کاربرد دارد:
- اجرا، نگهداری و بهبود یک سیستم مدیریت زیست‌محیطی
- حصول اطمینان از انطباق با خط مشی زیست‌محیطی (که خود تعیین کرده‌است)
- اثبات این انطباق با دیگران
- درخواست گواهینامه و ثبت مدیریت زیست‌محیطی خود توسط یک سازمان برونی
- تعیین انطباق با این استاندارد و اظهار آن توسط خود سازمان

### مصرف سبز
مصرف سبز از سوی گروه‌های مختلف با هدف‌ها و نگرش‌های متفاوتی مورد توجه قرار گرفته‌است. توجه به محیط زیست از سوی سازمان‌های صنعتی و مصرف‌کنندگان به دلایل مختلفی رخ می‌دهد. به‌طور مثال سازمان‌ها به علت فشار دولت، بهره‌برداری از فرصت‌های نهفته در بازاریابی سبز، پاسخ‌گویی به مسئولیت‌های اجتماعی، تمایل به ارضای نیازهای مصرف‌کنندگان آگاه به مسئولیت‌های اجتماعی سازمان‌ها و مقابله با اقدامات سبز رقیبان، به بازاریابی سبز روی می‌آورند. گرچه این موارد دلایل مناسبی برای تغییر رفتار و طراحی استراتژی‌های سبز سازمان به شکار می‌رود، اما نکته مهم استفاده از این رویکرد به عنوان ابزار بازاریابی می‌باشد. مصرف‌کنندگان نیز در مقابل مسائل زیست‌محیطی مسئول هستند و با خرید محصولات سبز در این فرایند مشارکت می‌کنند. اگرچه دلایل مشارکت در فعالیت‌های سبز و نوع تعهد آنان به محیط متفاوت است، اما نقش مصرف‌کنندگان سبز در نگهداری از محیط زیست بسیار حیاتی است. تحقیقات صورت‌ گرفته توسط فورلو و کنات در سال ۲۰۰۰ نشان می‌دهد که بسیاری از مصرف‌کنندگان بر این باورند که با برگزیدن سبک جدیدی از زندگی می‌توان تأثیر منفی کمتری بر محیط زیست داشت و این مشارکت چنان حایز اهمیت است که فرد به تنهایی قادر است در حل مسائل مربوط به محیط زیست نقش بسزایی را ایفا نماید. از این رو صاحب‌نظران بر این باورند که سازمان‌ها از طریق تقویت ادراک افراد نسبت به مزایای زندگی سبز، قادر به تغییر و پیش‌بینی رفتار خرید مصرف‌کنندگان خواهند بود.

## مزایای بازاریابی سبز
- اعتبار را بهبود می‌بخشد
- فرصتی برای ورود به یک بازار جدید
- رشد بلندمدت
- یک مزیت رقابتی ارائه می‌دهد
- فضای بیشتر برای نوآوری
- سود بیشتر
- برای محیط زیست خوب است

## اهمیت بازاریابی سبز
موارد زیر اهمیت بازاریابی سبز را نشان می‌دهند.
- بازاریابی سبز در ساخت زمین به یک سیاره سالم و زیبا کمک می‌کند. اگر ما روش‌های سبز را در پیش نگیریم، در این صورت جایی مناسب برای زندگی نسل‌های بعدی خود نخواهد بود.
- بازاریابی سبز به کاهش استفاده از محصولات پلاستیکی و پلاستیک کمک می‌کند. پلاستیک برای زمین ما مناسب نیست زیرا تجزیه‌ناپذیر و تخریب‌ناپذیر است. این بدان معناست که یک قطعه پلاستیک برای همیشه روی زمین خواهد ماند. فقط فکر کنید که اگر مردم همچنان از پلاستیک استفاده می‌کنند، در حال حاضر به اندازۀ زیادی پلاستیک وجود دارد. ما می‌توانیم به جای زیبایی طبیعت، اقیانوس‌ها و جنگل‌های پر از پلاستیک را ببینیم.
- مردم خواستار محصولات طبیعی و سازگار با محیط زیست هستند. اگر می‌خواهید برای دورۀ بلندمدت در کسب و کار خود بمانید، توصیه می‌شود که روش‌های سازگار با محیط زیست را آغاز کنید.
- شما برتری رقابتی نسبت به رقیبان خواهید داشت.
- اعتبار سازمان شما بهبود می‌یابد و می‌توانید تجارت خود را در سرزمین‌های خارجی گسترش دهید.[۷]

## برندهای مبتکر در بازاریابی سبز

### پاتاگونیا
پاتاگونیا (به انگلیسی: Patagonia)   ، خرده‌فروشی لباس فضای باز، به دلیل اعتبار سبز خود مشهور است. بیانیه ماموریت این برند شامل تعهد به ساخت محصولی است که "هیچ آسیب غیرضروری" به محیط زیست وارد نمی کند.
این شرکت همچنین در مورد فرآیندهای پشت صحنه خود نیز صحبت می کند. به کارکنان مشوق هایی برای اشتراک گذاشتن خودرو یا استفاده از وسایل حمل و نقل عمومی به محل کار ارائه می کند، و شرکت اکنون سود خود را به طرح های سبز اهدا می کند.
یکی از برجسته‌ترین بخش‌های بازاریابی سبز از پاتاگونیا در فصل شکرگزاری سال 2011 با کمپین «این ژاکت را نخرید (به انگلیسی: Don’t Buy This Jacket) » ارائه شد. کمپین بازاریابی باعث شد که این برند کت های پشمی خود را با جزئیات تأثیرات زیست محیطی یک ژاکت تبلیغ کند. سپس این کمپین مشتریان را تشویق کرد که به جای آن یک نسخه دست دوم را انتخاب کنند.

پاتاگونیا علیرغم اعتبار زیست محیطی قوی خود می داند که هنوز هم می تواند پیشرفت کند. این برند در وب سایت خود کاملاً شفاف است که برخی از تحویل های آن هنوز به سوخت های فسیلی متکی هستند.
این درس بزرگی برای یادآوری این نکته است که می‌توانید یک بیانیه مأموریت سبز روشن داشته باشید، در حالی که همچنان با مخاطبان خود در مورد هرگونه کاستی و آنچه برای اصلاح آنها انجام می‌دهید شفاف باشید.

### IKEA
این برند مبلمان سوئدی به دلیل مبلمان تخت خود شناخته شده است، اما IKEA همچنین یک استراتژی پایداری به نام People & Planet Positive دارد.
این استراتژی حول این ایده است که مردم نباید کیفیت را فدای زندگی پایدار کنند.
بزرگترین لحظه IKEA در بازاریابی سبز با کمپین "Fortune Favors the Frugal" بود.
این کمپین با هدف تغییر مفاهیم اصطلاح مقتصد به عنوان تأثیر منفی بر زندگی مردم انجام شد. به عنوان بخشی از این کمپین، یک تبلیغ تلویزیونی شاهد حرکت شهاب سنگی به سمت زمین بود که با هر اقدام دوستدار محیط زیست که در خانه انجام می شد، ناکام می ماند.
این تبلیغ با طیف جدید محصولات پایدار IKEA، از جمله بطری‌های آب قابل پر کردن، نی‌های قابل بازیافت و چراغ‌های LED کم مصرف همراه بود.
کمپین بازاریابی سبز IKEA راهی عالی برای برجسته کردن این موضوع بود که چگونه یک برند می تواند پیشنهادهای موجود خود را تغییر دهد تا پایدارتر باشد و سپس آن را به مشتریان ارائه کند.

### بادی شاپ
بادی شاپ (به انگلیسی: Body Shop) به دلیل اعتبار سبز خود به خوبی شناخته شده است، و تلاش های پایدار گسترده آن شامل ایجاد محصولاتی که روی حیوانات آزمایش نمی شود، دفاع از حقوق بشر و ایجاد طرح های پایداری کارکنان می گردد.
بادی شاپ در صنعتی فعالیت می کند که معمولاً روی حیوانات آزمایش می کند و از مواد شیمیایی و محصولاتی استفاده می کند که می تواند برای کره زمین مضر باشد.
به عنوان بخشی از بیانیه ماموریت خود، این برند متعهد شد که کل مجموعه محصولاتش تا سال 2023 دارای گواهینامه Vegan Society باشد و در تلاش است تا 100٪ از انرژی های تجدید پذیر استفاده کند.

### TOMS
TOMS یکی دیگر از نمونه های عالی بازاریابی سبز است. این شرکت نه تنها به خاطر کفش‌های راحت‌اش معروف است، بلکه با متعهد شدن به اهدای درصدی از کل سود به اهداف سازگار با محیط‌زیست، نامی برای خود دست و پا کرده است.
این فقط یک تعهد مالی نیست که TOMS آن را انتخاب کرده است. این برند در مورد گام‌های سبزی که برای پایدار کردن تمام زمینه‌های عملیات تجاری خود تا حد امکان انجام می‌دهد، شفاف بوده است.
این موارد شامل استفاده از پنبه پایدار، کاهش ضایعات و به حداقل رساندن مصرف انرژی در طول فرآیند تولید آن است. TOMS می تواند از این شیوه ها برای شکل دادن به محتوای بیشتر مطالب بازاریابی استفاده کند.
TOMS نمونه‌ای عالی از برندی است که به وعده‌های خود عمل می‌کند، و متعهد به ابتکارات سبز در سراسر زنجیره تامین خود است تا بیشترین تأثیر مثبت محیطی ممکن را داشته باشد.

### استارباکس
استارباکس (به انگلیسی: Starbucks)  در سال‌های اخیر گام‌ های مختلفی برای نجات سیاره‌ ها برداشته است، از جمله حذف نی‌ های پلاستیکی و تعهد به افتتاح 10000 فروشگاه سازگار با محیط زیست تا سال 2025.
وقتی نوبت به بازاریابی سبز می رسد، این برند در تشویق مشتریان به مشارکت در طرح های سبز خود هوشمندانه عمل می کند.
این شرکت نه تنها قهوه را به مشتریان می فروشد، بلکه طیف وسیعی از فنجان های قهوه قابل استفاده مجدد را نیز دارد که مشتریان را تشویق می کند تا برای قهوه صبح خود خریداری کنند.
استارباکس همچنین کمپین Greener Apron راه اندازی کرد که در آن این برند با کارکنان خود برای آموزش آنلاین متمرکز بر پایداری و نظارت بر محیط زیست قرارداد امضا کرد. نام Greener Apron به عنوان نمایشی روی پیش بند سبز معروفی بود که باریستاهای استارباکس می پوشیدند. باریستا (به انگلیسی: barista)  به فردی گفته می شود که شغلش تهیه و سرو انواع قهوه است.

### تیمبرلند
تیمبرلند (به انگلیسی: Timberland)  یکی از نمونه های جالب در بازاریابی سبز است. این برند به شکلی ماهرانه از داستان هایی در مورد حفظ محیط زیست برای کمک به فروش محصولات خود استفاده می کند.
یکی از ویژگی‌های کلیدی استراتژی بازاریابی سبز تیمبرلند، TimberLoop است، یک پلتفرم خلاقانه که مشتریان را تشویق می‌کند تا اقلام مستعمل تیمبرلند را برای بازسازی و «فرصت دوم» زندگی بازگردانند.
این برند اقلام را قبل از بازگرداندن و فروش مجدد در بازار TimberLoop، بخش اختصاصی وب سایت تیمبرلند، به صورت نو در می آورد.
این مثال بازاریابی سبز راهی عالی برای برجسته کردن این موضوع است که چگونه برندها می توانند مدت ها پس از خرید و استفاده مشتریان از محصولاتشان، پایداری را تشویق کنند.